# Philodromus caffer
Philodromus caffer este o specie de păianjeni din genul Philodromus, familia Philodromidae, descrisă de Strand, 1907. Conform Catalogue of Life specia Philodromus caffer nu are subspecii cunoscute.